# Castillo de la Motte-Tilly y parque
El castillo de la Motte-Tilly(en francés: Château de la Motte-Tilly) es un château francés del siglo XVIII situado en la margen izquierda del Sena, a menos de 7 kilómetros al suroeste de Nogent-sur-Seine, en la comuna de La Motte-Tilly, en el departamento de Aube en la región de Gran Este. Ha sido objeto de una inscripción en el título de los monumentos históricos en 1943 —interiores de los comunes— y luego de una clasificación en 1946 —castillo, capilla (fachadas y cubiertas), pequeños pabellones en el patio principal (fachadas y cubiertas) y comunes (fachadas y cubiertas); patio principal, saut-de-loup, reja de entrada de hierro forjado y parque, con sus terrazas y canal—. Abierto al público desde 1978, el castillo está gestionado por el Centro de los monumentos nacionales.
El parque del Castillo de la Motte-Tilly (en francés: Parc du Château de la Motte-Tilly) tiene jardines a la francesa y su correspondiente parque-arboreto de 62 hectáreas de extensión, propiedad del Centro de los monumentos nacionales. Se paga una tarifa de entrada y de visita.

## Historia

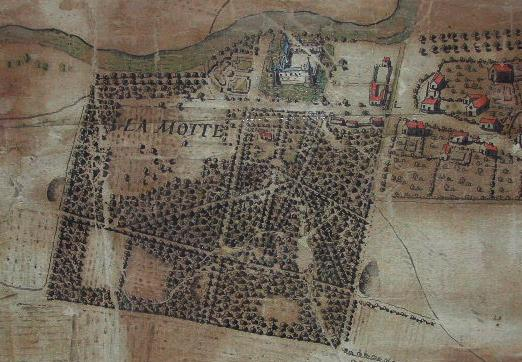
El "Domaine de La Motte-Tilly" a finales del.

El nombre de La Motte-Tilly aparece por primera vez en 1369. Sin duda, este castillo feudal, era una edificación defensiva, que ocupaba el lugar del imponente castillo de la Edad Media que todavía subsistía en el siglo XVIII y que se construyó, protegido de un vado en el río Sena, situado a unos cientos de metros más abajo.
Este antiguo castillo rodeado de un foso (que todavía se puede ver el suelo) estaba elevado con respecto a la orilla del río. Perteneció a los señores de Trainel después a los Raguier a los de Elbeyne y a los de Bournonville.
A lo largo del año 1710, la casa y las tierras de La Motte-Tilly expiran por matrimonio, a la familia Noailles. Luis XIV en reconocimiento a los servicios prestados por el mariscal duque Adrien Maurice de Noailles, promocionará esta tierra a un Condado. 
En mal estado y no siendo ya del gusto de la época, la antigua fortaleza feudal fue destruida y parte de los materiales serían reutilizados en la construcción del actual castillo.

## El "château"

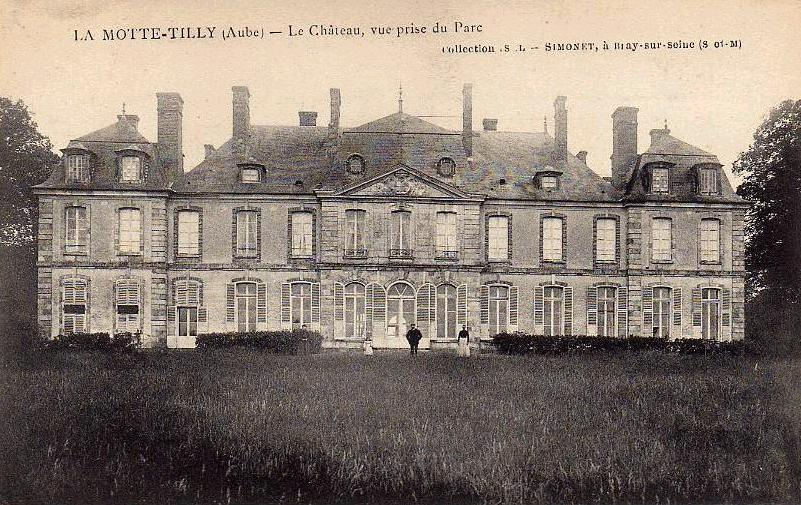
Fachada Norte del château (hacia 1900)

El nuevo castillo, sucesora de la fortaleza, fue construida a partir de 1754 según los planos del arquitecto François-Nicolas Lancret (1717 - 1789) para los hermanos Terray. El más famoso, el abad Joseph Marie Terray se convirtió en el gerente de la "Contraloría General de Finanzas" de Luis XV en 1769.
Esta residencia está diseñada principalmente para ser una residencia de campo o "des champs". También se destina a ser un gran lugar de descanso de jornadas de caza.
La fachada principal del edificio ha cambiado poco desde su construcción. Las comunes en cambio  han sufrido un destino diferente. Estos fueron arrasadas en 1813, probablemente a causa de los costes de mantenimiento muy caros.
En 1814, el castillo fue ocupado durante la "Campaña de Francia" por las tropas de cosacos que utilizaron los parquet «à la Versailles» (a la Versallesa) como madera para combustible de las estufas.
A principios de siglo XX para 1910, se inició un amplio proyecto de restauración. Este proyecto incluye entre otros la recreación de los jardines a la francesa desaparecidos en 1784, después de dos años de trabajo, a favor de un parque Inglés. En 1920 una gran parte de los edificios de la granja fueron arrasados. El trabajo se extenderá hasta bien entrada la década de 1960.
Los acontecimientos de la Primera Guerra Mundial respetaron al castillo, pues el teatro de las operaciones militares estaba lejos); Sin embargo, no fue el caso durante la Segunda Guerra Mundial: las tropas alemanas invadieron el lugar desde el comienzo de la ocupación relevados el 26 de agosto de 1944 por el ejército estadounidense. Sin embargo, no se constató robo, los objetos de valor se dispersaron en la zona y posteriormente recuperados.
Todo el conjunto del dominio es un Monumento Histórico desde el 16 de septiembre de 1946.

Detalles del interior
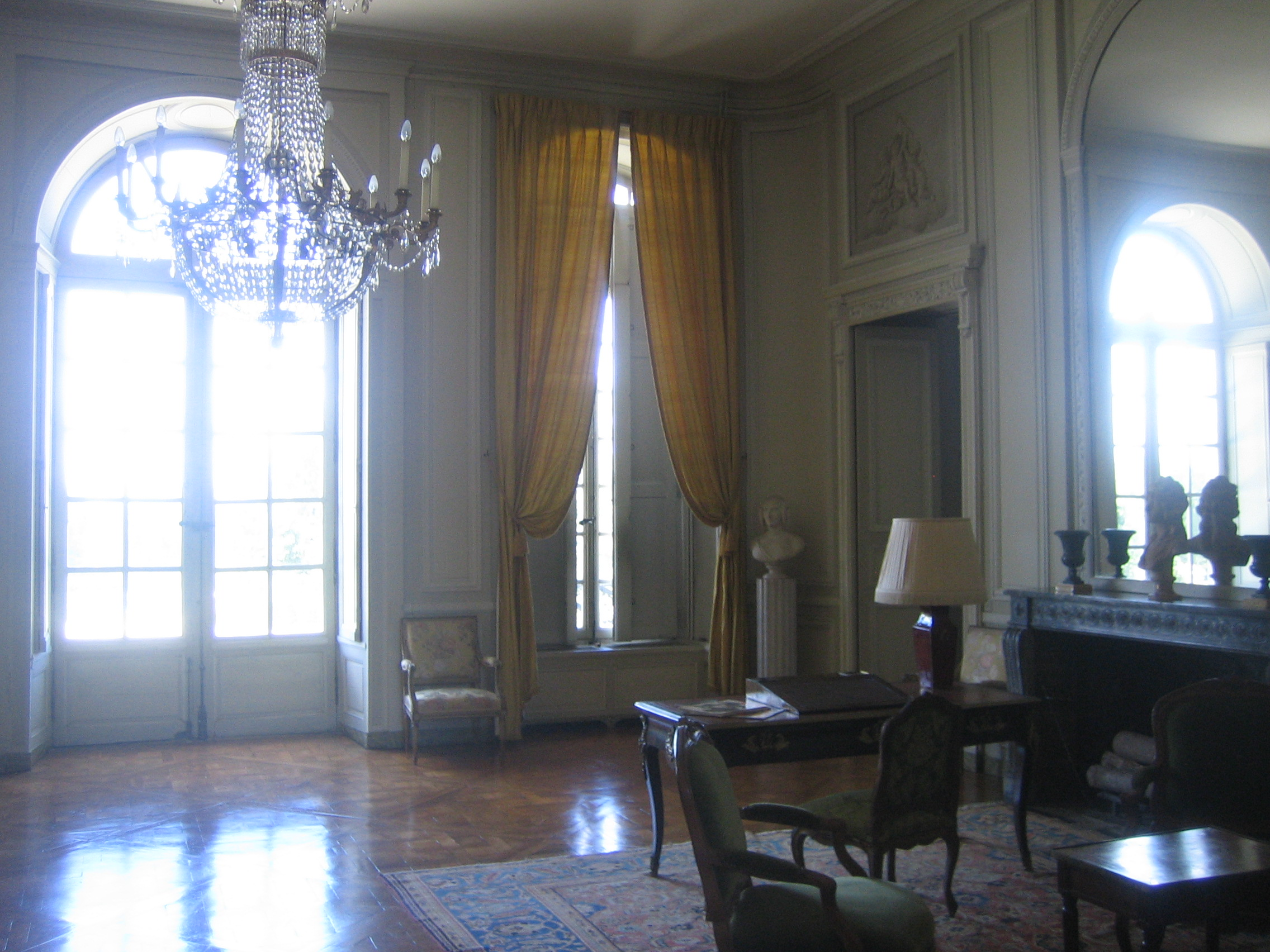
El gran salón.
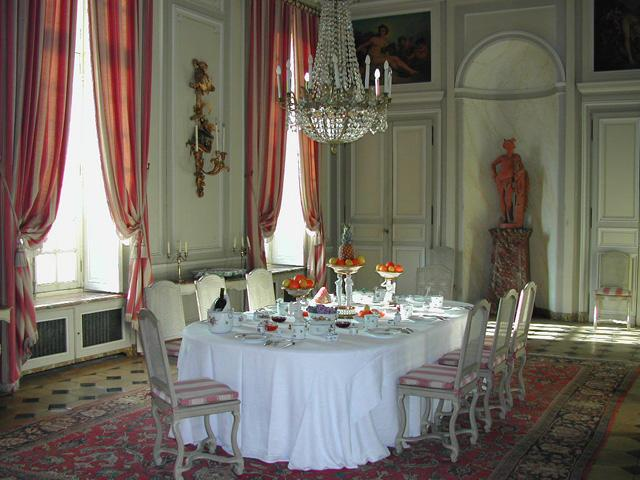
La sala del comedor.
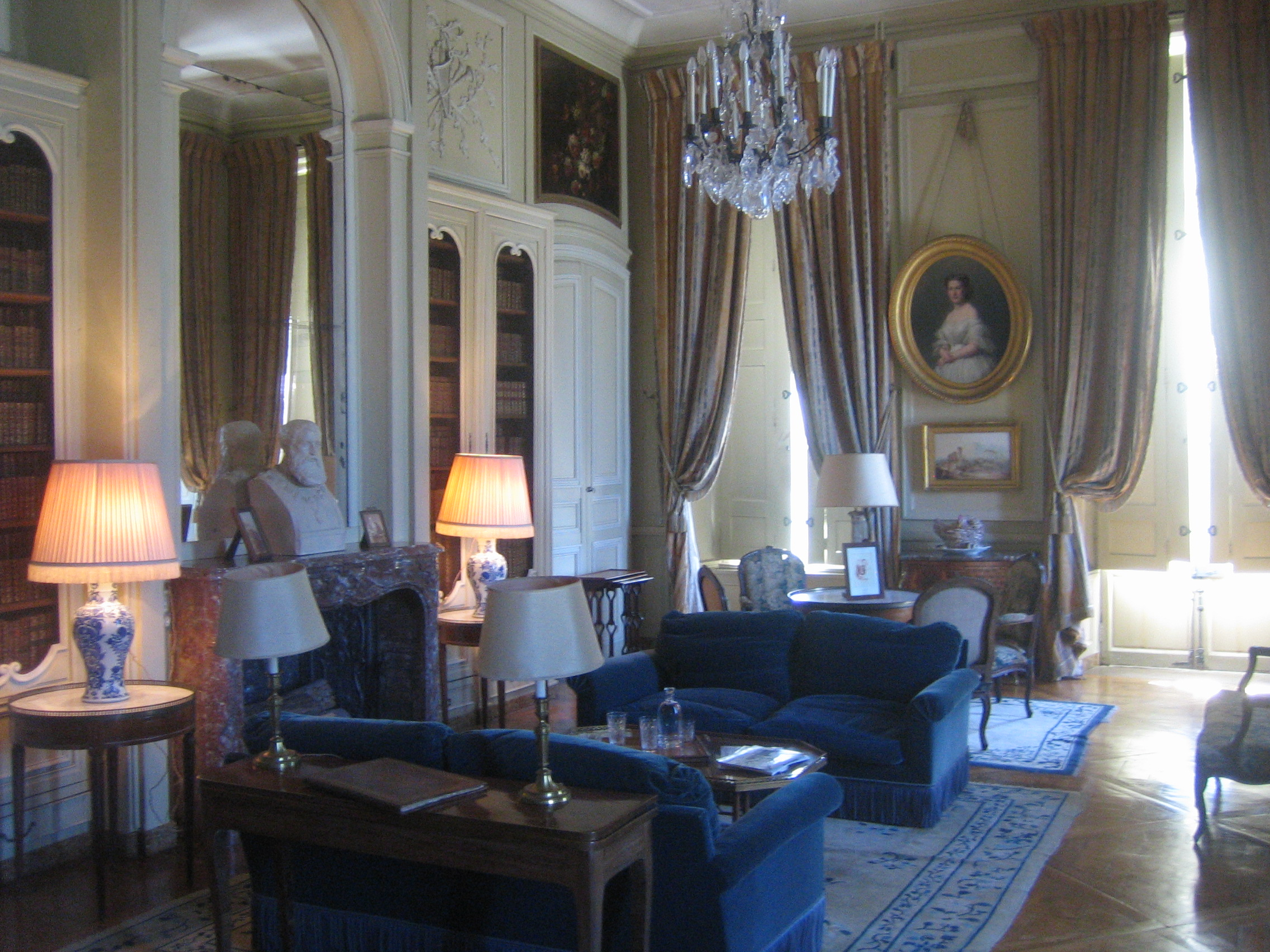
La biblioteca.
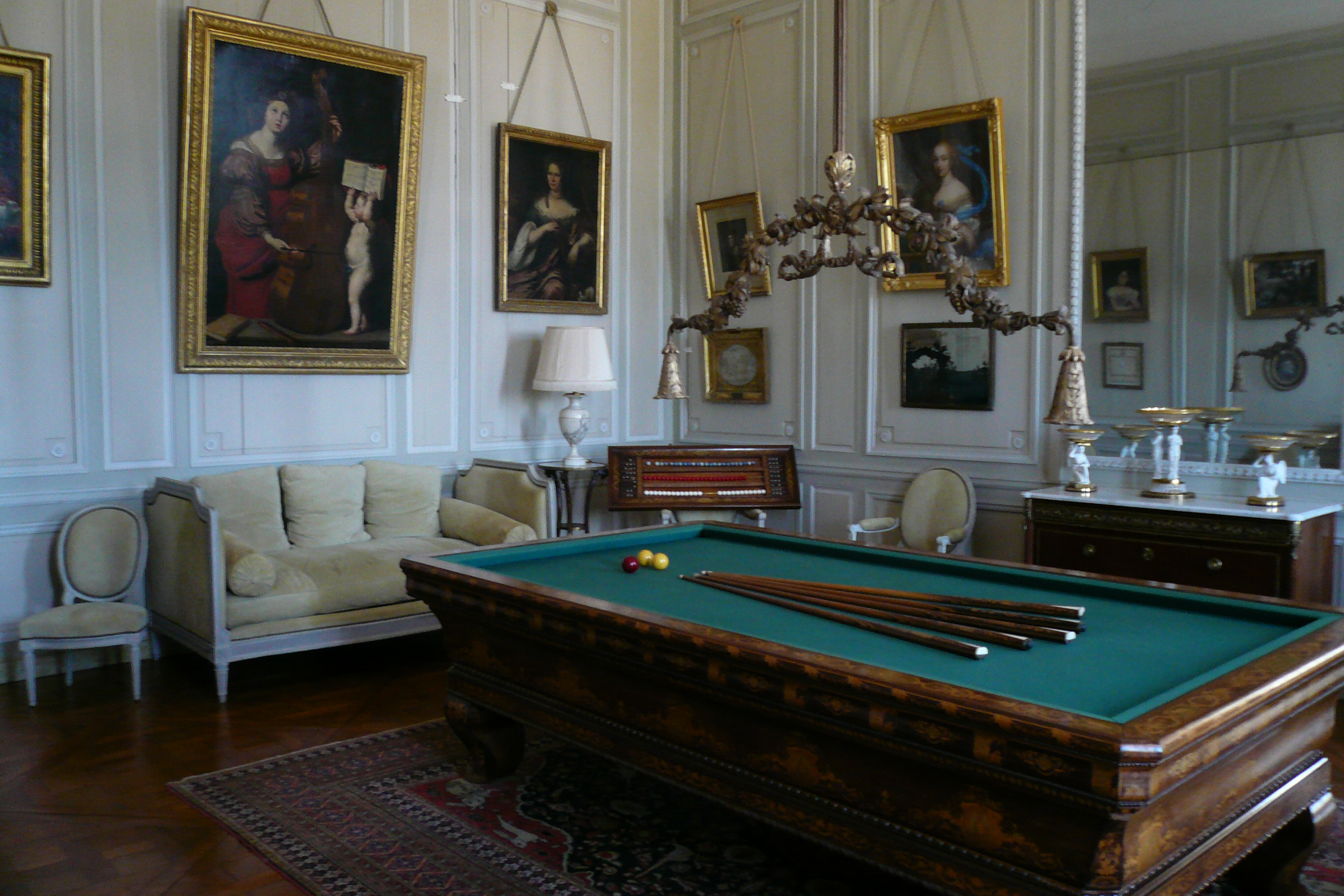
La sala de billar.

## El parque
El parque de La Motte Tilly demuestra el desarrollo de los jardines de las casas señoriales de Francia. 
En su creación en 1754, era un jardín de líneas geométricas regulares, diseñado por el arquitecto François Nicolas Lancret con unos grandes ejes principales, parterres, jardines y pasillos rígidos. 
Pero el jardín formal duró sólo treinta años como la moda, a finales del siglo XVIII, evolucionó hacia los jardines románticos con la aparición de los jardines « anglo-chinois »  (Anglo-chinos), líneas con inflexiones, los lechos de cultivo son curvados , y las arboledas se diversifican.
Alrededor de 1787, el parque se transforma de acuerdo con el nuevo espíritu de la época: grandes céspedes salpicados de arboleda con bordes irregulares, suave pendiente hasta el lago adornado con dos islas artificiales. Al final del siglo XIX, la tendencia es el retorno de los jardines más secuenciados. 
Cuando el conde de Rohan Chabot compró la propiedad en 1910, decidió restaurar el área a su estado original. 
Con la ayuda de la planificación de Lancret, recreó un conjunto clásico enmarcado por un jardín paisajístico tipo Inglés. 
El Huracán Lothar del 26 de diciembre de 1999 provoca la destrucción de 70 % de la parte forestal del dominio.
Actualmente hay varios itinerarios de visita del parque así,
- 1 - La cour d'honneur
- 2 - L'orangerie
- 3 - Le verger
- 4 - Les terrasses
- 5 - Le miroir d'eau
- 6 - Le tilletum
- 7 - L'ancien potager
- 8 - La maison du maître – jardinier
- 9 - La fabrique
- 10 - La glacière
- 11 - Le jardin paysager
- 12 - Le château d'eau
- 13 - Le quinconce

## Colecciones vegetales
Entre los elementos vegetales:
- Árboles notables, una colección de tilos agregada al CCVS (conservatoire des collections végétales spécialisées).
- Árboles para las alineaciones de las alamedas, tilos Tilleul (allées et quinconce).
- Árboles frutales con variedades de manzanos antiguos de la herencia.
- Arbustos,
- Orangerie, más de 200 años después de su desaparición en la agitación revolucionaria, la colección de estas plantas en la orangerie en el siglo XVIII se reconstruye a partir de los inventarios de la época revolucionaria (visible desde junio a septiembre en el orangerie).